# Alma Muriel
Alma Muriel (ur. 20 października 1951 w Meksyku, zm. 5 stycznia 2014 w Playa del Carmen, Quintana Roo) – meksykańska aktorka filmowa i telewizyjna.
W 1985 roku została nominowana do Meksykańskiej Nagrody Filmowej Ariel w kategorii Najlepsza aktorka za film Luna de Sangre (1982).
Największą sławę przyniosły jej role antagonistek w meksykańskich telenowelach. W Polsce znana m.in. z ról w telenowelach Nigdy cię nie zapomnę (1999) Zaklęte serce (2003) i Miłość jak tequila (2007). Zmarła na zawał serca w wieku 62 lat.

## Wybrana filmografia

### seriale
- 1969: Rosario
- 1975: Pobre Clara jako Susana
- 1989: Las Grandes aguas jako Lena
- 1999: Nigdy cię nie zapomnę jako Consuelo Del Valle
- 2003: Zaklęte serce jako Isabel Montenegro
- 2005: La Esposa virgen jako Mercedes
- 2007: Miłość jak tequila
- 2008: La Rosa de Guadalupe jako Vicky

### filmy
- 1971: Mas alla de la violencia
- 1979: Cuando tejen las aranas jako Laura
- 1982: Luna de sangre
- 1982: Retrato de una mujer casada jako Irene
- 1985: Historias violentas

## Nagrody i nominacje
Alma Muriel była trzykrotnie nominowana w kategorii najlepsza antagonistka.

### Premios TVyNovelas
| Rok  | Kategoria              | Telenowela                          | Wynik     |
| ---- | ---------------------- | ----------------------------------- | --------- |
| 2000 | Najlepsza antagonistka | Nigdy cię nie zapomnę               | Nominacja |
| 1991 | Najlepsza antagonistka | Yo compro esa mujer                 | Nominacja |
| 1989 | Najlepsza antagonistka | El extraño retorno de Diana Salazar | Nominacja |

### Premios ACE
| Rok  | Kategoria                                      | Wynik   |
| ---- | ---------------------------------------------- | ------- |
| 2008 | Nagroda specjalna za profesjonalną trajektorię | Wygrana |

### Premios ACPT
| Rok  | Kategoria                         | Sztuka                      | Wynik   |
| ---- | --------------------------------- | --------------------------- | ------- |
| 2010 | Objawienie w reżyserii scenicznej | El show del terror de Rocky | Wygrana |